# A・S・ヤコヴレフ記念試作設計局
A・S・ヤコヴレフ記念試作設計局（Опытно-конструкторское бюро имени А.С. Яковлева オーカーベー・イーミェニ・アリクサーンドラ・スィルギェーイェヴィチャ・ヤーカヴリェヴァ）は、ソビエト連邦・ロシア連邦の航空機メーカーである。
略称 ОКБ им. А.С. Яковлева。単にヤコヴレフ設計局、ヤコヴレフまたはヤクという略称でも呼ばれる。アレクサンドル・セルゲーエヴィチ・ヤコヴレフ（1906年–1989年）が開設を命ぜられた。

## 概要

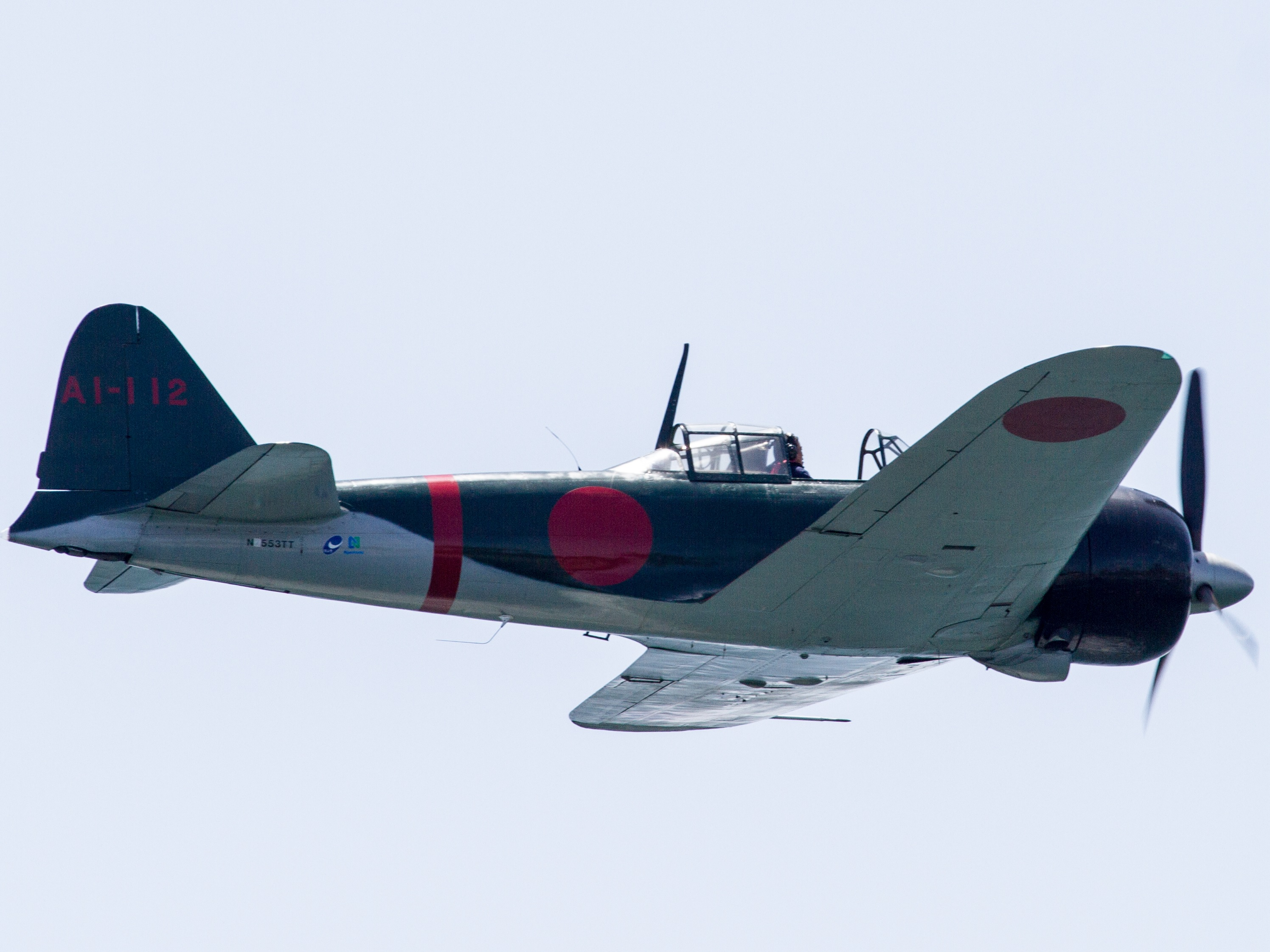
一部の部品をヤコヴレフ設計局で新造し飛行可能となった零戦二二型（N553TT）

初期の開発機であるAIRシリーズの成功によりYak-1戦闘機の設計を命ぜられ、第二次世界大戦から朝鮮戦争まで「ヤク戦闘機」はソ連戦闘機の代名詞であった。だが、その後は政治的な理由もあり恵まれず、軍用機分野の前面からはほとんど追い出された形となった。逆に旅客機分野では大きな躍進を見せ、Yak-40やYak-42では東側随一の成功を収めている。また、イルクートと共同でMS-21の開発が進められている。他の設計局と違い、旅客機、戦闘機、VTOL機、早期警戒機、ヘリコプターといった殆ど全ての種類の航空機を設計した唯一の設計局でもある。
ソビエト連邦の崩壊後には注文が激減したこともあり、第二次世界大戦時のレシプロ戦闘機のレストア部品を製造したり、海外から航空機部品の製造を受注するなど、新たな事業を行っていた。ロシアの航空業界再編の動きの中で、2004年にイルクートに買収され、最終的に統一航空機製造会社の傘下となった。

## 主な機体
※表記は「日本語のローマ字表記（ソ連科学アカデミー；ロシア語表記）」の順。ただし、日本語表記とソ連科学アカデミーの表記が同じ場合は後者を省略。
- AIR-1 (АИР-1)：軽飛行機
- AIR-2 (АИР-2)：軽飛行機
- AIR-6 (АИР-6)：軽多用途機
- AIR-7 (АИР-7)：軽多用途機
- AIR-9 (АИР-9)：軽多用途機
- AIR-10 (АИР-10)：軽多用途機
- AIR-12 (АИР-12)：軽飛行機
- AIR-14 (АИР-14)：練習機
- AIR-17 (АИР-17)：多用途機
- AIR-18 (АИР-18)：練習機
- BB-22 (ББ-22)：爆撃機
- VVA-3 (ВВА-3)：軽飛行機
- I-26 (И-26)：戦闘機
- I-28 (И-28)：高高度戦闘機
- I-29 (И-29)：重戦闘機
- I-30 (И-30)：戦闘機
- PChELa-1 (PČELa-1；ПЧЕЛа-1)：無人偵察機
- R-12 (Р-12)：直協偵察機
- UT-1 (УТ-1)：練習機
- UT-2 (УТ-2)：練習機
- UT-3 (УТ-3)：多用途機
- UT-21 (УТ-21)：練習機
- UTI-26 (УТИ-26)：練習戦闘機
- ShMYel'-1 (ŠMEL'；ШМЕЛЬ-1)：無人偵察機
- EG (ЭГ)：軽多用途ヘリコプター
- Ya-6 (Ja-6；Я-6)：軽多用途機
- Yak-1 (Jak-1；Як-1)：戦闘機
- Yak-2 (Jak-2；Як-2)：直協爆撃機
- Yak-3 (Jak-3；Як-3)：戦闘機
- Yak-4 (Jak-4；Як-4)：直協爆撃機
- Yak-5 (Jak-5；Як-5)：試作練習機
- Yak-5 (Jak-5；Як-5)：試作高高度戦闘機
- Yak-6 (Jak-6；Як-6)：直協爆撃機
- Yak-7 (Jak-7；Як-7)：練習機、戦闘機
- Yak-8 (Jak-8；Як-8)：輸送機
- Yak-9 (Jak-9；Як-9)：戦闘機、練習機
- Yak-10 (Jak-10；Як-10)：連絡機
- Yak-11 (Jak-11；Як-11)：練習機
- Yak-12 (Jak-12；Як-12)：連絡機
- Yak-13 (Jak-13；Як-13)：連絡機
- Yak-14 (Jak-14；Як-14)：グライダー
- Yak-15 (Jak-15；Як-15)：多用途戦闘機
- Yak-16 (Jak-16；Як-16)：輸送機
- Yak-17 (Jak-17；Як-17)：多用途戦闘機、練習機
- Yak-18 (Jak-18；Як-18)：練習機
- Yak-19 (Jak-19；Як-19)：多用途戦闘機
- Yak-20 (Jak-20；Як-20)：練習機
- Yak-21 (Jak-21；Як-21)：練習機
- Yak-23 (Jak-23；Як-23)：多用途戦闘機、練習機
- Yak-24 (Jak-24；Як-24)：輸送ヘリコプター
- Yak-25 (Jak-25；Як-25)：試作戦闘機
- Yak-25 (Jak-25；Як-25)：迎撃戦闘機、前線偵察機、高高度偵察機
- Yak-26 (Jak-26；Як-26)：前線爆撃機
- Yak-27 (Jak-27；Як-27)：迎撃戦闘機、前線偵察機
- Yak-28 (Jak-28；Як-28)：前線爆撃機、前線偵察機、電子戦機、迎撃戦闘機、練習機
- Yak-30 (Jak-30；Як-32)：練習機
- Yak-32 (Jak-32；Як-32)：練習機
- Yak-33 (Jak-33；Як-33)：試作VTOL多用途機
- Yak-36 (Jak-36；Як-36)：試作VTOL艦上攻撃機
- Yak-38 (Jak-38；Як-38)：VTOL艦上攻撃機、VTOL艦上練習機
- Yak-40 (Jak-40；Як-40)：旅客機
- Yak-41 (Jak-41；Як-41)：試作艦上戦闘機
- Yak-42 (Jak-42；Як-42)：旅客機
- Yak-43 (Jak-43；Як-43)：試作VTOL戦闘機
- Yak-44E (Jak-44E；Як-44Э)：試作空中早期警戒機
- Yak-50 (Jak-50；Як-50)：試作迎撃戦闘機
- Yak-50 (Jak-50；Як-50)：練習機（スポーツ機）
- Yak-52 (Jak-52；Як-52)：練習機、軽攻撃機
- Yak-53 (Jak-53；Як-53)：練習機（スポーツ機）
- Yak-54 (Jak-54；Як-54)：練習機（スポーツ機）
- Yak-55 (Jak-55；Як-55)：練習機（スポーツ機）
- Yak-58 (Jak-58；Як-58)；軽輸送機
- Yak-100 (Jak-100；Як-100)；軽多用途ヘリコプター
- Yak-112 (Jak-112；Як-112)；軽多用途機
- Yak-125 (Jak-125；Як-125)：試作前線偵察機
- Yak-130 (Jak-130；Як-130)：練習機、攻撃機
- Yak-140 (Jak-140；Як-140)；試作戦闘機
- Yak-141 (Jak-141)：試作VTOL艦上戦闘機
- Yak-142 (Jak-142；Як-142)；旅客機
- Yak-152 (Jak-152；Як-152)：練習機
- Yak-200 (Jak-200；Як-200)；練習機
- Yak-201 (Jak-201；Як-201)：試作VTOL戦闘機
- Yak-210 (Jak-210；Як-210)；練習機
- Yak-1000 (Jak-1000；Як-1000)；試作戦闘機
- Yak-X (Jak-X；Як-X)：試作戦闘機
- MS-21：双発旅客機